# Oswald Boelcke
Oswald Boelcke (Giebichenstein (nu Halle (Saale)), 19 mei 1891 - bij Bapaume (Somme, Frankrijk), 28 oktober 1916) was een Duits gevechtspiloot tijdens de Eerste Wereldoorlog, en een  invloedrijke tacticus van de eerste jaren van luchtgevechten. Boelcke wordt beschouwd als de vader van de Duitse jachtluchtmacht. Hij was de eerste die de tactieken en regels van luchtgevechten formaliseerde, en hij presenteerde die als de Dicta Boelcke. In totaal won hij in veertig luchtduels. Hij was de leermeester van Manfred von Richthofen (De Rode Baron). Hij verongelukte op vijfentwintigjarige leeftijd toen hij bij een luchtgevecht aan het Westfront in 1916 botste met zijn collega Erwin Böhme, die hij zelf had gerecruteerd.

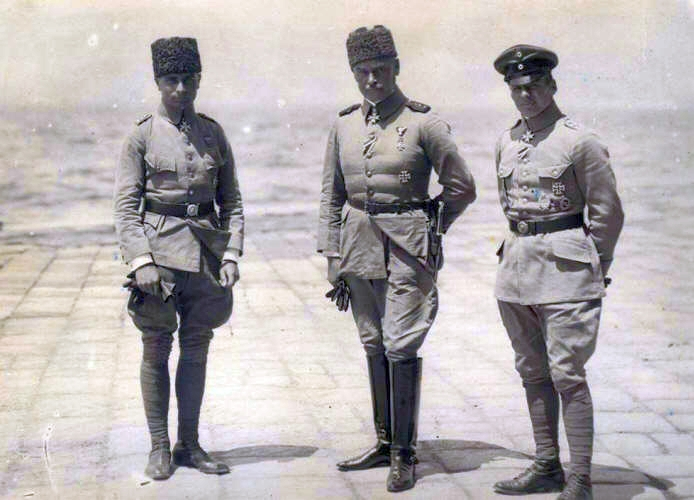
Hans-Joachim Buddecke, Otto Liman von Sanders en Oswald Boelcke tijdens de Slag om Gallipoli in 1916.

## Militaire loopbaan
- Fahnenjunker: 1911
- Leutnant: 1912
- Oberleutnant:
- Hauptmann:

## Decoraties
- Pour le Mérite op 12 januari 1916[2], voor zijn achtste luchtoverwinning
- IJzeren Kruis 1914, 1e Klasse en 2e Klasse
- Frederikskruis op 31 januari 1915
- Ridderkruis in de Huisorde van Hohenzollern met Zwaarden op 3 november 1915
- Reddingsmedaille (Pruisen) op 30 november 1915
- Ridder der Tweede klasse in de Huisorde van Albrecht de Beer met Zwaarden
  - Eerste Klasse (goud)
  - Tweede Klasse (zilver)
- Kruis der Vierde Klasse in de Orde van Militaire Verdienste (Beieren) met Zwaarden op 30 november 1915
- Ehrenbecher für den Sieger im Luftkampf
- IJzeren Halve Maan
- Ridder der Eerste Klasse in de Saksisch-Ernestijnse Huisorde met Zwaarden op 31 juli 1916
- Militaire Orde voor Dapperheid in de Oorlog op 9 augustus 1916
- Ridder der Derde Klasse in de Orde van de IJzeren Kroon (Oostenrijk) met Oorlogsdecoratie op 29 oktober 1916